# Juan Carlos Ablanedo
Juan Carlos Ablanedo Iglesias (Mieres, 2 settembre 1963) è un ex calciatore spagnolo, di ruolo portiere.

## Carriera

### Club
Nel corso della sua carriera, Ablanedo ha giocato esclusivamente per lo Sporting Gijón. Un prodotto della squadra giovanile del famoso sistema Mareo, iniziò a giocare nel calcio professionistico con lo Sporting Gijón B perché era ritenuto troppo basso (1,77 cm) da Vujadin Boškov allora allenatore della squadra A.
Fece il suo debutto nella Liga il 2 gennaio 1983, partendo dalla panchina in un 1-0 contro l'Espanyol.
Dopo altre due apparizioni nella stagione successiva, Ablanedo è diventato uno degli Asturiani di maggior successo, per un totale di 399 partite nella Liga. Nel 1986-87 lo Sporting arrivò 4º in campionato.
Ablanedo si ritirò dal calcio dopo la stagione 1998-99, con lo Sporting in seconda divisione. Ha avuto anche alcuni gravi infortuni nel corso della sua carriera, giocando per questo motivo solo 2 partite nella sua ultima stagione, e addirittura nessuna nel 1991-92. Egli si è aggiudicato tre Trofei Zamora (nel 1984-85, 1985-86 e 1989-90).

### Nazionale
Ablanedo ha giocato 4 partite con la Nazionale Spagnola partecipando ai Mondiali di Messico '86 e Italia '90.
Nel 1986 ha vinto il Campionato Europeo Under 21.

## Statistiche

### Cronologia presenze e reti in nazionale
| Cronologia completa delle presenze e delle reti in nazionale ― Spagna | Cronologia completa delle presenze e delle reti in nazionale ― Spagna | Cronologia completa delle presenze e delle reti in nazionale ― Spagna | Cronologia completa delle presenze e delle reti in nazionale ― Spagna | Cronologia completa delle presenze e delle reti in nazionale ― Spagna | Cronologia completa delle presenze e delle reti in nazionale ― Spagna | Cronologia completa delle presenze e delle reti in nazionale ― Spagna | Cronologia completa delle presenze e delle reti in nazionale ― Spagna |
| Data                                                                  | Città                                                                 | In casa                                                               | Risultato                                                             | Ospiti                                                                | Competizione                                                          | Reti                                                                  | Note                                                                  |
| --------------------------------------------------------------------- | --------------------------------------------------------------------- | --------------------------------------------------------------------- | --------------------------------------------------------------------- | --------------------------------------------------------------------- | --------------------------------------------------------------------- | --------------------------------------------------------------------- | --------------------------------------------------------------------- |
| 24/09/1986                                                            | Gijón                                                                 | Spagna                                                                | 3 – 1                                                                 | Grecia                                                                | Amichevole                                                            | 1                                                                     |                                                                       |
| 14/09/1988                                                            | Oviedo                                                                | Spagna                                                                | 1 – 2                                                                 | Jugoslavia                                                            | Amichevole                                                            | 1                                                                     |                                                                       |
| 12/09/1990                                                            | Gijón                                                                 | Spagna                                                                | 3 – 0                                                                 | Brasile                                                               | Amichevole                                                            | -                                                                     |                                                                       |
| 16/01/1991                                                            | Castellón de la Plana                                                 | Spagna                                                                | 1 – 1                                                                 | Portogallo                                                            | Amichevole                                                            | -                                                                     |                                                                       |
| Totale                                                                |                                                                       | Presenze                                                              | 4                                                                     |                                                                       | Reti                                                                  | 2                                                                     |                                                                       |

## Palmarès

### Nazionale
- Campionato europeo di calcio Under-21: 1

1986

### Individuale
- Trofeo Zamora: 3

1984-1985, 1985-1986, 1989-1990